# Пост (роман)
«Пост» — научно-фантастический роман Дмитрия Глуховского, вышедший в 2019 году как аудиокнига, которую читает сам автор на стриминговом сервисе Storytel. Продолжение «Пост. Спастись и сохранить» вышло также в формате аудиокниги в 2021 году.
Действие романа происходит в России в постапокалиптический период.

## Сюжет
Действие романа происходит в России спустя годы после Гражданской войны (Распада), когда от некогда огромного государства осталась лишь небольшая часть, назвавшаяся Московской империей. На западном рубеже империи Европа устроила блокаду. На востоке границы государства находятся всего в нескольких сотнях километров от столицы и пролегают по реке Волге — отравленной, превратившейся в непреодолимый барьер. После войны в Московию так никто и не приходил со стороны востока от Волги по единственному уцелевшему мосту через реку. На этом мосту и стоит «Ярославский пост» или просто «Пост».
Повествование знакомит читателя с Егором, семнадцатилетним парнем, тщетно пытающимся добиться расположения девушки по имени Мишель, кроме того Егор находится в непростых отношениях со своей матерью Тамарой и отчимом Полканом, комендантом Поста.
Помимо плохо устроенного быта, назревает обострение проблемы нехватки съестных запасов на Посту: Москва сильно задерживает поставки. Рутинная жизнь людей меняется, когда по мосту к заставе приходит человек — единственный со времён Распада, кто смог добраться сюда с другого берега Волги, — но теряет сознание от отравления ядовитыми речными испарениями. Очнувшегося пришельца допрашивают — тот называется рабом божьим Даниилом, является глухим, ответы о жизни за рекой даёт туманные.
На Пост прибывает отряд московских казаков во главе с подъесаулом Александром Криговым. Выясняется, что солдаты отправляются на другую сторону Волги с заданием императора разведать и вернуть Московии утраченные в войну российские территории.
Мишель знакомится с Криговым. Между ними быстро возникают взаимные чувства, Егор начинает ревновать и решается отправиться за мост раньше казаков, дабы впечатлить девушку.
На мосту Егор обнаруживает несколько изуродованных мёртвых тел, а также заблокированный, но рабочий iPhone, о котором мечтала Мишель. Вернувшийся Егор узнаёт об интимной связи Мишель с Криговым, что разбивает его сердце и рождает в парне ненависть к подъесаулу. Егор решает никому ничего не рассказывать об увиденном на мосту, желая смерти Кригову и его отряду.
Тамаре, матери Егора, которая считает себя ясновидящей, снится кошмар о неясном зле, которое пробудится, если казаки уедут на другой берег, поэтому она пытается предотвратить отправку, однако её игнорируют.
Пришелец Даниил предпринимает неудачную попытку бежать в направлении Москвы и за это попадает в изолятор. Как к монаху к нему тянутся люди за советом и на проповеди. Обостряются недовольства из-за уменьшения пайков. Полкан снаряжает отряд в соседнее китайское поселение «Шанхай» за внеочередной партией еды, Егор присоединяется к отряду. К удивлению всех, в Шанхае не оказывается никого, кроме брошеных собак. Позже население «Шанхая» обнаруживается на соседнем посту у Ростова Великого.
Мишель, опасающаяся за жизнь Кригова, обращается к Тамаре, которая, гадая, советует не ждать Александра.
Егор ради разблокировки найденного телефона возвращается на мост. Face ID не узнаёт хозяйку, но парень догадывается и подбирает код. Егор не возвращается сразу, а из любопытства решает дойти до другого конца моста, где обнаруживает людей, спокойно заходящих в отравленную реку и всплывающих на поверхность уже мёртвыми…
Неделю спустя Егор приходит в себя уже в лазарете Поста и не находит ни телефона, ни пароля. Знакомые молодые парни — два неразлучных друга — были зверски убиты у себя в мастерской, которая оказалась заперта изнутри. Егор отправляется поговорить с отцом Даниилом насчёт увиденного на том берегу, но разговор прерывается очередной проповедью. Мишель тем временем собирается идти в Москву к родителям Кригова.
Егор признаётся Полкану в том, что видел трупы на мосту. Полкан не верит пасынку, но соглашается сходить к тому месту. Однако поход отменяется — с противоположного берега к заставе прибывает поезд, изрисованный крестами и молитвами. Персонал поезда, как и отец Даниил, оказывается глухим. Сообщают, что в этом санитарном поезде находятся больные туберкулёзом, и просят пропустить в Москву, где им могут помочь. В качестве таможенной пошлины предлагают несколько ящиков тушёнки, но Полкан наотрез отказывается пропускать поезд дальше без разрешения из Москвы.
В поисках утраченного телефона Егор вламывается в мастерскую, где были убиты его знакомые, но находит там лишь листок с паролем. Полкан принимает решение подорвать мост и состав на нём, так как машинист отказался вернуться за мост.
Егор вновь навещает отца Даниила в изоляторе. Даниил отвечает парню, как погибли два его знакомых: они услышали или прочитали «бесовскую молитву», после чего стали одержимыми. Именно так и была уничтожена цивилизация к востоку от Волги.
Под покровом ночи отобранные Полканом люди отправляются устанавливать мины. Мишель идёт с ними, надеясь, что поезд довезёт её до Москвы. Ей удаётся рассмотреть, что в вагоне есть обезображенные люди, в одном из которых узнаёт Кригова. Заметив Мишель обитатели вагона пытаются напасть на неё. Начинается бойня, в ходе которой Мишель получает контузию, теряет слух и сознание…
Используя эмоции и страхи голодных людей, отец Даниил дискредитирует Полкана и призывает пропустить поезд на Москву. Он признаётся Егору, что в поезде находятся те самые одержимые. Их невозможно вылечить, бывает лишь временное облегчение, а их цель — «сожрать Москву». Отец Даниил объясняет Егору, что никаких городов к востоку от Волги больше нет: Москва в войну использовала НЛП-оружие (бесовскую молитву) в надежде одержать победу над мятежниками — чтобы те перебили друг друга сами. Теперь надо вернуть долг — Москва должна быть уничтожена.
Мать Егора пытается взорвать железную дорогу на пути поезда, но люди, подчиняющиеся теперь отцу Даниилу, расстреливают её. Полкан в последний момент переключает стрелку ж/д путей и вместо движения к Москве поезд несётся на Пост, где сходит с рельсов. Одержимые начинают вылезать из разбитых вагонов и нападать на жителей Поста, заражая их бесовской молитвой и превращая таким образом в себе подобных. Отец Даниил рассказывает Егору, почему является глухим: он пробил себе барабанные перепонки, тем самым оказался неспособен услышать молитву — это единственный способ избежать заражения. Егора освобождает из изолятора подоспевший Полкан, начинающий превращаться в одержимого. Егор запирает отчима вместе с отцом Даниилом, не успевшим выбраться, спасается от одержимых и пробивает себе барабанные перепонки.
Мишель возвращается на Пост, чтобы спасти детей, чьи родители уже слушают бесовскую молитву и обращаются в одержимых. Девушка вместе с детьми запирается в школьном классе, где к ней присоединяется оглохший Егор. Затем группа отправляется в старое бомбоубежище рядом с Постом. Там один из детей заражается молитвой, слушая её в том самом телефоне, найденном Егором на мосту. Егор разбивает телефон и душит ребёнка, а утром отправляется на Пост, где начинает расстреливать выживших одержимых…
Егор возвращается в бомбоубежище к Мишель и детям. Все вместе они отправляются к посту «Ростов Великий»…

## Особенности
Картина мира в романе более устрашающая, чем в романе «Метро». Писатель заметно обогатил персонажей. Им теперь присущи собственные мысли, характер, их интересы и повадки различаются. Читателю сложно определить, кем является пришелец по мосту — врагом или другом.
В «Посте» формально два главных героя — Мишель и Егор, и повествование регулярно переходит от одного к другому. Но и другие персонажи активны в своих монологах: отчим Егора — Полкан, глава Ярославского поста, мать Егора — Тамара, дед и бабка Мишель.
Одной из главных тем в романе является религия. В произведении изображено, как потерявшие надежду люди ищут спасение в вере, и как мастерски это использует в своих целях отец Даниил.
Вот как сам Глуховский рассказал о книге:

Для меня это своеобразный эксперимент. Я хотел не просто хайпа нагнать: берем обычную книгу, зачитываем её и называем аудиосериалом. Весь сериал построен так, чтобы в начале медленно стартовать, обволакивать, затягивать. Сначала нужно рассказать, что за мир, представить героев, а подлинный драйв и настоящий замес начинается к концу первого сезона.